# 芥子園畫譜

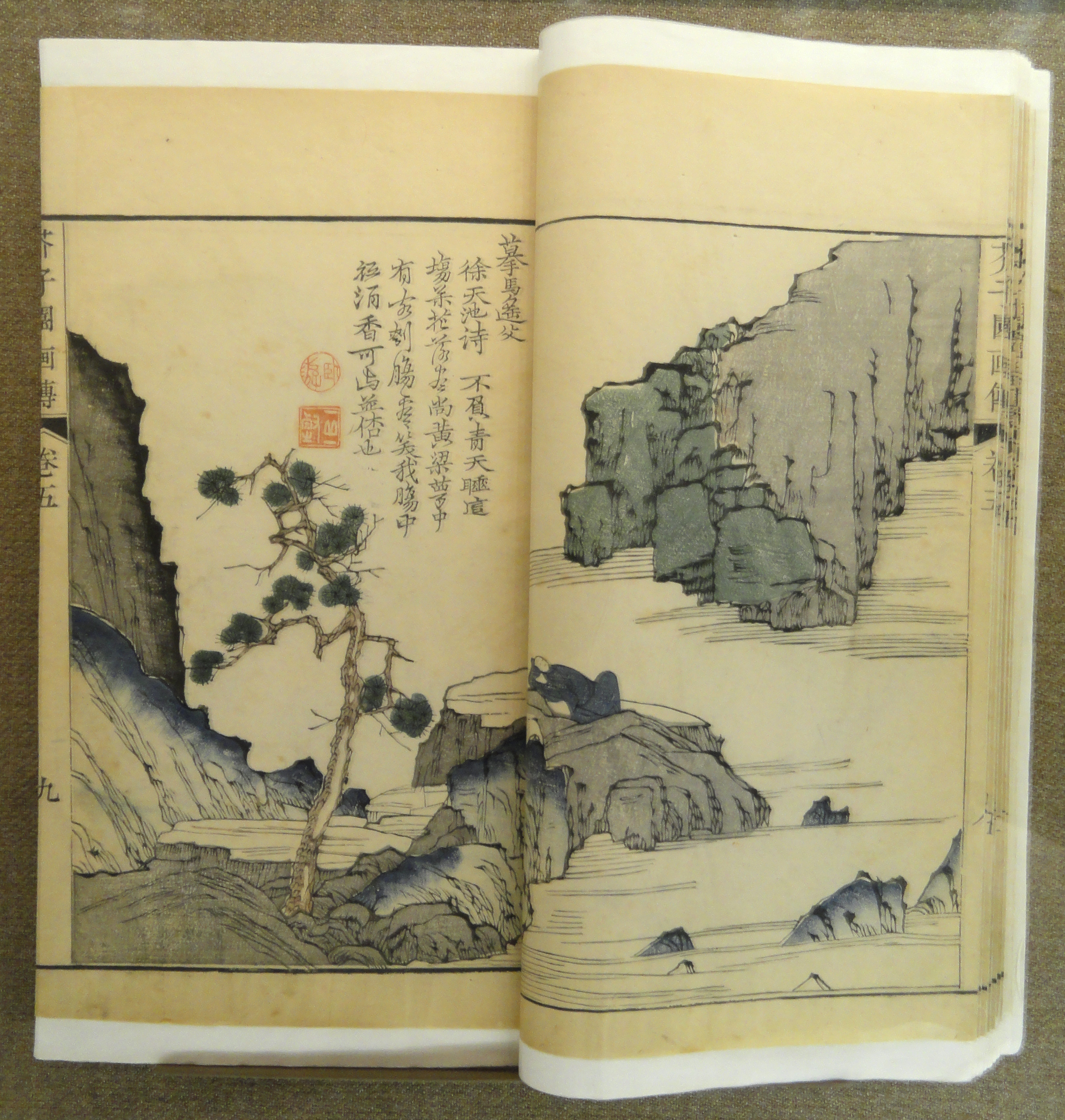

《芥子園畫譜》，又名《芥子園畫傳》，是清朝康熙年間的一部著名畫譜，詳細介紹了中國畫中山水畫、梅蘭竹菊畫以及花鳥蟲草繪畫的各種技法，其名由來為李漁在南京的別墅『芥子园』。 
主要作者有王氏三兄弟王概、王蓍、王臬，還有諸升等人，主持畫傳編著的沈心友，是清初著名文士李漁女婿。
芥子園畫譜代表著清代前期雕版彩色印刷的高峰。版本學家趙萬里先生稱之“初印本用開化紙套色精印，絢麗奪目。此書為畫學津梁，初學畫者多習用之”。
覆刻重刊多次的芥子園畫譜，至今仍以其獨特的藝術魅力為人推崇，近代的中國畫家如黄宾虹、齐白石、潘天寿、傅抱石等都把此書作為學習範本。

## 目錄
卷一
序
樹譜
山石譜
卷二
人物屋宇譜
摹仿各家畫譜
橫長各式
宮紈式
折扇式
增廣名家畫譜
卷三
蘭譜
竹譜
梅譜
菊譜
卷四
翎毛花卉譜
增廣名家畫譜